# پل استیل
پل استیل (انگلیسی: Paul Steele؛ زادهٔ ۵ دسامبر ۱۹۵۷) قایقران روئینگ اهل کانادا بود.